# Arkadiusz Gudaniec
Arkadiusz Grzegorz Gudaniec (ur. 7 listopada 1970 w Krapkowicach) – polski filozof, doktor habilitowany nauk humanistycznych w zakresie filozofii, nauczyciel akademicki Wydziału Filozofii Katolickiego Uniwersytetu Jana Pawła II, adiunkt przy Katedrze Antropologii Filozoficznej i Filozofii Prawa, Wydział Filozofii KUL. Członek Polskiego Towarzystwa Tomasza z Akwinu (sekcja międzynarodowego towarzystwa: Società Internazionale Tommaso d'Aquino) oraz członek Towarzystwa Naukowego KUL.

## Wykształcenie i doświadczenie zawodowe

### Przebieg studiów
W roku 1990 rozpoczął studia na Wydziale Filozofii Katolickiego Uniwersytetu Lubelskiego (Sekcja Filozofii Teoretycznej), a dwa lata później rozpoczął kolejny kierunek - filologię klasyczną na Wydziale Nauk Humanistycznych Katolickiego Uniwersytetu Lubelskiego. W 1997 roku obronił pracę magisterską pt. U podstaw teorii miłości świętego Tomasza z Akwinu. Studium na bazie analizy kwestii De amore (q. 26 I-IIae Summy teologicznej) pisaną na seminarium z metafizyki i antropologii filozoficznej pod kierunkiem ks. prof. dr hab. Andrzeja Maryniarczyka SDB. W tym samym roku rozpoczął studia doktoranckie, na których przygotowywał rozprawę doktorską pt. Paradoks miłości bezinteresownej. Na przełomie lat 1998/1999 odbył zagraniczny staż doktorancki w Università del Sacro Cuore w Mediolanie. Od marca 2004 roku realizował grant promotorski Ministerstwa Nauki i Informatyzacji na ukończenie rozprawy doktorskiej (nr rejestracyjny grantu: 1 H01A 013 26). W marcu 2004 sporządził kwerendę bibliograficzną w Katholieke Universiteit Leuven (Belgia) w ramach badań związanych z przygotowaniem rozprawy doktorskiej, a w listopadzie sporządził kwerendę bibliograficzną w Institut für die Wissenschaften vom Menschen (Wiedeń), również w ramach badań związanych z przygotowaniem rozprawy doktorskiej, pt: Paradoks miłości bezinteresownej. Studium z antropologii filozoficznej na podstawie tekstów św. Tomasza z Akwinu, której promotorem był ks. prof. A. Maryniarczyk. Rozprawę obronił 11 stycznia 2006 roku na Wydziale Filozofii KUL.

### Przebieg pracy zawodowej
- 1997-2002 – Doktorant (asystent-doktorant) przy Katedrze Metafizyki na Wydziale Filozofii Katolickiego Uniwersytetu Lubelskiego,
- 2002 – Asystent przy Katedrze Metafizyki na Wydziale Filozofii KUL,
- 2007 – Adiunkt przy Katedrze Metafizyki na Wydziale Filozofii KUL.[4]

## Zainteresowania naukowe i dziedziny badań
- antropologia filozoficzna (zwłaszcza w ujęciu klasycznym),
- filozoficzne rozumienie miłości, w tym szczególnie koncepcja Tomasza z Akwinu,
- metafizyka klasyczna,
- problem ontycznej jedności bytu ludzkiego jako podmiotu heterogenicznych aktów. [4]

## Wybrane publikacje

### Publikacje książkowe
Paradoks bezinteresownej miłości. Studium z antropologii filozoficznej na podstawie tekstów św. Tomasza z Akwinu. (2015)
U podstaw jedności bytowej człowieka. Studium z metafizyki osoby. (2016)

### Artykuły
- O dychotomii miłości i przyjaźni u św. Tomasza z Akwinu, "Ethos" nr 43, 1998, s. 161-170;
- Jednocząca siła miłości. Analiza wybranych tekstów św. Tomasza z Akwinu, w: Wierność rzeczywistości. Księga Pamiątkowa z okazji jubileuszu 50-lecia pracy naukowej na KUL O. prof. Mieczysława A. Krąpca, red. A. Maryniarczyk, Z. J. Zdybicka i in., PTTA, Lublin 2001, s. 279-295;
- Miłość do prawdy jako przejaw zmysłu religijnego, w: Wychowanie człowieka otwartego. Rola "Zmysłu religijnego" L. Giussaniego w kształtowaniu osoby, Jedność, Kielce 2001, s. 79-81;
- Miłość dobra jako podstawa dynamizmu bytowego, w: Św. Tomasz z Akwinu, De Bono. Kwestie o dobru. Przekład-Studia-Komentarze, tłum. A. Białek, red. A. Maryniarczyk, Wyd. KUL, Lublin 2003, s. 283-298;
- Amore come "complacentia boni" in Tommaso d'Aquino, w: Atti del Congresso Internazionale su l'umanesimo cristiano nel III milennio: la prospettiva di Tommaso d'Aquino. 21-25 Settembre 2003, vol. 1, Vatican City 2004, s. 497-504;
- Pożądliwość i gniewliwość jako funkcje uczuciowości, w: św. Tomasz z Akwinu, De passionibus. O uczuciach Przekład-Studia-Komentarze, tłum. A. Białek, red. A. Maryniarczyk, Lublin 2008, s. 269-275;
- Miłość jako forma przyczynowania celowego, w: Spór o cel. Problematyka celu i celowościowego wyjaśniania z cyklu "Zadania współczesnej metafizyki" (10), red. A. Maryniarczyk SDB, K. Stępień, P. Gondek, Lublin 2008, s. 139-163;
- Problem miłości Boga i "paradoks szczęścia" – rozwiązanie św. Tomasza z Akwinu, w: Filozofia o religii. Prace dedykowane Siostrze Profesor Zofii Józefie Zdybickiej, red. W. Dłubacz, PTTA i Katedra Filozofii Boga KUL, Lublin 2009, s. 165-182.[6]

### Redakcja naukowa
- Członek redakcji "Powszechnej Encyklopedii Filozofii" w latach 1998-2009;
- (wspólnie z A. Nygą) Filozofia – wzloty i upadki. XXXIX Tydzień Filozoficzny KUL (3–6 marca 1997), RW KUL, Lublin 1998;
- (wspólnie z A. Maryniarczykiem) Rozum otwarty na wiarę. "Fides et ratio" – w rocznicę ogłoszenia. II Międzynarodowe Sympozjum Metafizyczne (KUL 9–10 grudnia 1999), z cyklu "Zadania współczesnej metafizyki" (2), PTTA, Lublin 2000;
- (wspólnie z Z. J. Zdybicką, A. Maryniarczykiem, P. Jaroszyńskim, P. Skrzydlewskim, K. Stępień, P. Tarasiewiczem, A. Lekką-Kowalik), Wierność rzeczywistości. Księga Pamiątkowa z okazji jubileuszu 50-lecia pracy naukowej na KUL O. prof. Mieczysława A. Krąpca, PTTA, Lublin 2001.[6]